# Józef Gosławski (kiến trúc sư)
Józef Gosławski, còn được gọi là Iosif Vikentievich Goslavsky (tiếng Nga: Иосиф Викентьевич Гославский; 1865 – 30 tháng 1 năm 1904) là một kiến trúc sư người Ba Lan. Ông chủ yếu hoạt động ở Baku, Azerbaijan.

## Cuộc đời và đóng góp

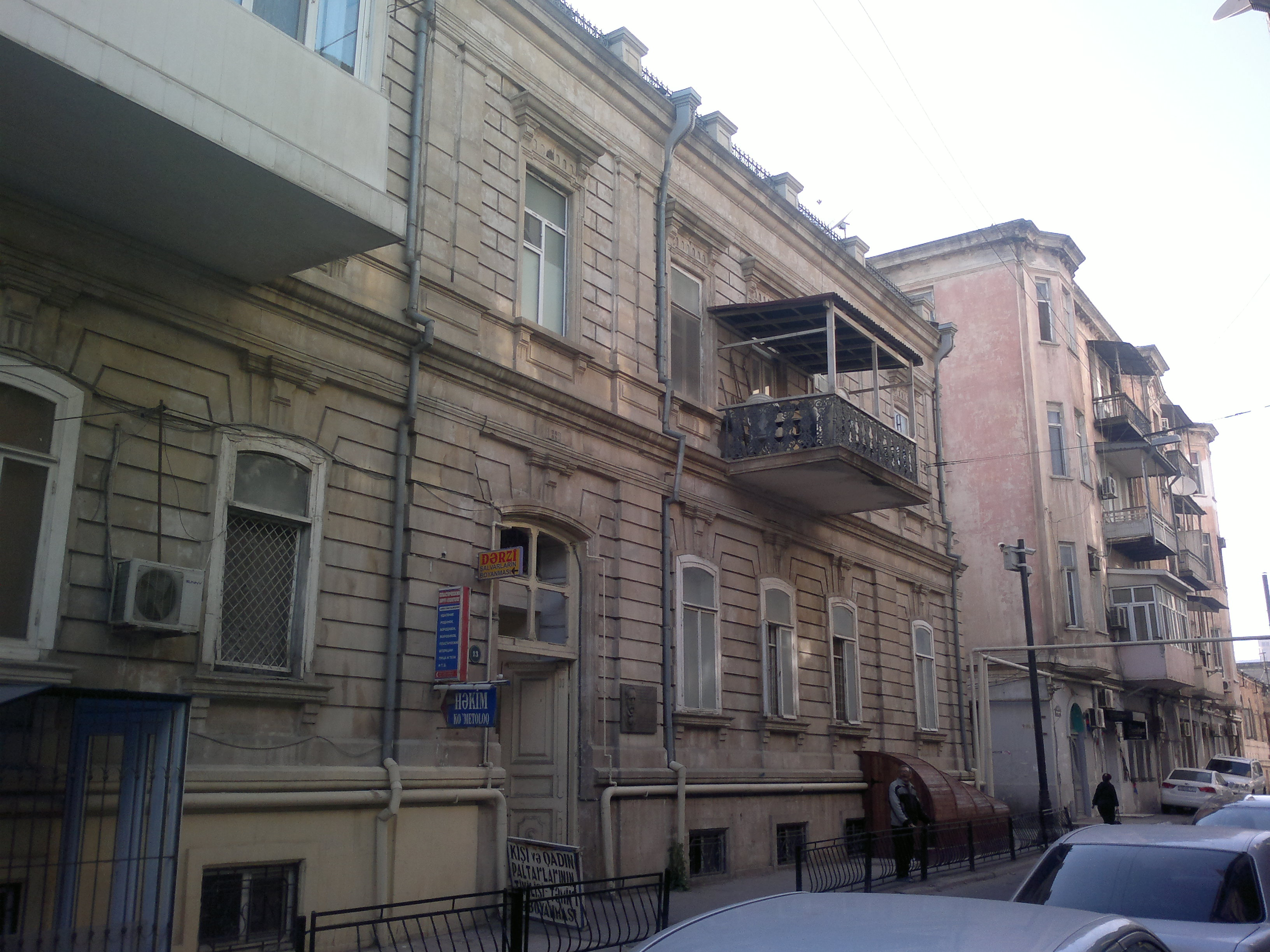
House in Baku, where Józef Gosławski lived

Józef Gosławski sinh ra trong một gia đình quý tộc Ba Lan ở một vùng gần Warsaw ở Vương quốc Lập hiến Ba Lan. Năm 1891, ông tốt nghiệp Viện Kỹ thuật dân dụng ở Saint Petersburg, và một năm sau đó, ông được bổ nhiệm làm kiến trúc sư trưởng của thành phố Baku (nay là thủ đô của Azerbaijan). Nhiệm vụ đầu tiên của ông là hỗ trợ kiến trúc sư địa phương Robert Marfeld thiết kế và giám sát việc xây dựng ngôi nhà thờ lớn nhất ở Kavkaz là Thánh đường Alexander Nevsky của Baku.
Việc xây dựng thánh đường hoành tráng này được hoàn thành vào năm 1898 với sự giúp đỡ của các cộng đồng Chính thống giáo phương Đông, Hồi giáo và Do Thái giáo ở Baku. Họ đã cung cấp kinh phí xây dựng bên cạnh khoản tiền được chính phủ tài trợ. Những đóng góp kiến trúc khác của Gosławski ở Baku là Cư xá Taghiyev (nay là Bảo tàng Lịch sử Nhà nước Azerbaijan), Trường Nội trú nữ sinh Hồi giáo Nga Hoàng hậu Alexandra (nay là Viện Bản thảo Fuzuli thuộc Học viện Khoa học Quốc gia Azerbaijan), một số các công trình công nghiệp và nhà ở. Công trình kiến tạo cuối cùng của Gosławski là Duma của thành phố (nay là Tòa thị chính Baku). Ông là người thiết kế cả bên ngoài và bên trong của tòa nhà. Việc xây dựng tòa nhà này, ngày nay vẫn là một trong những điểm tham quan chính ở Baku, tiêu tốn 400.000 đồng rúp vàng. Tuy nhiên, Gosławski không còn sống để chứng kiến công trình này hoàn thành. Ông mất ở Baku ở tuổi 38 vì bệnh lao. Thời điểm ông mất chỉ trước khi khánh thành Duma vài tháng. Lúc qua đời, Józef Gosławski đã kết hôn và có ba con.
Vào ngày 30 tháng 8 năm 2006, Tổng thống Azerbaijan Ilham Aliyev đã ký duyệt việc đặt phù điêu tưởng niệm tại nhà của Gosławski ở Baku, ở số 31 phố Mirza Ibrahimov. Vào ngày 11 tháng 6 năm 2008, Đệ nhất phu nhân Ba Lan Maria Kaczyńska chính thức công bố bức phù điêu dành cho vị kiến trúc sư người Ba Lan ở Baku.

## Triển lãm

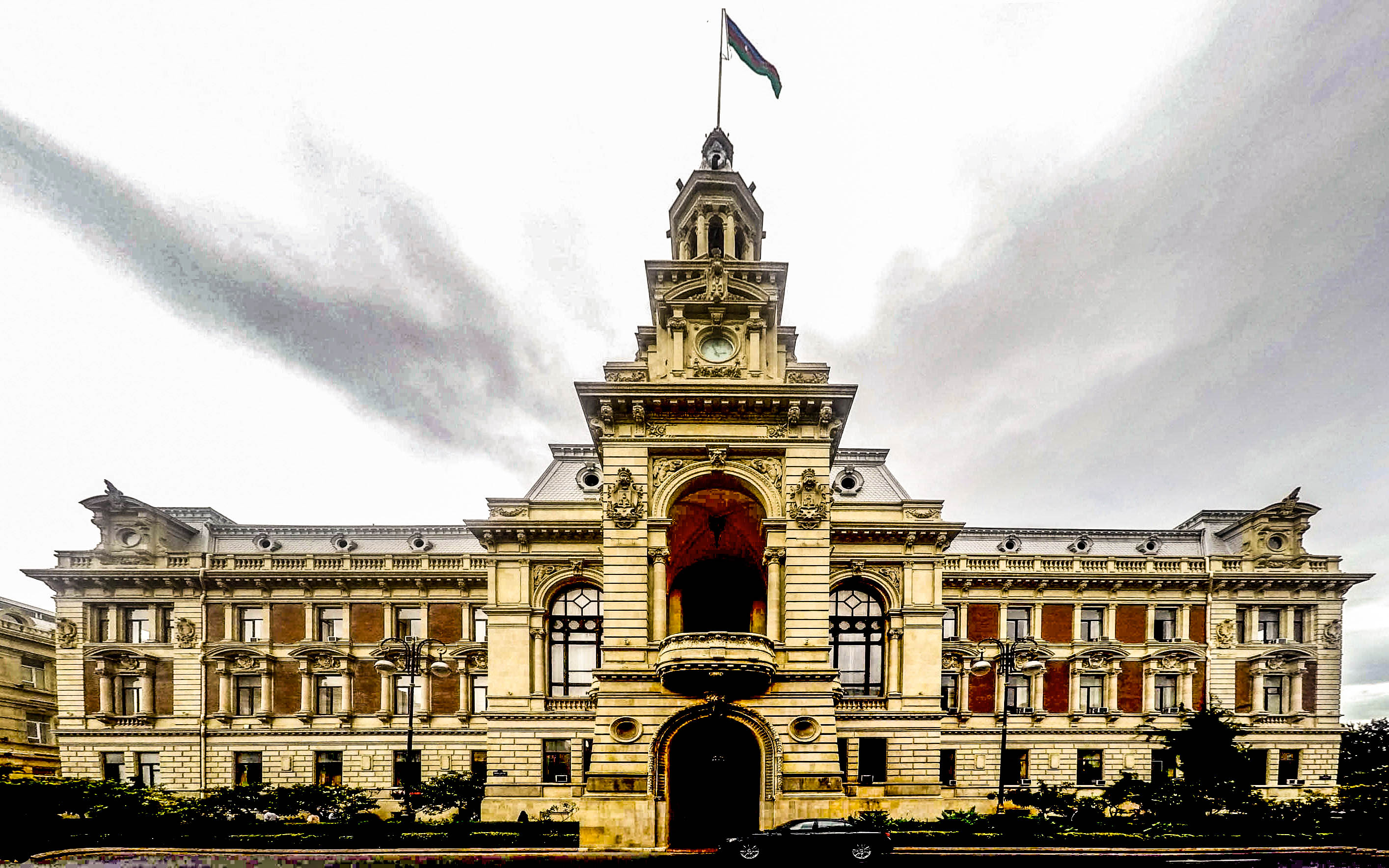
Tòa nhà thị trưởng Baku
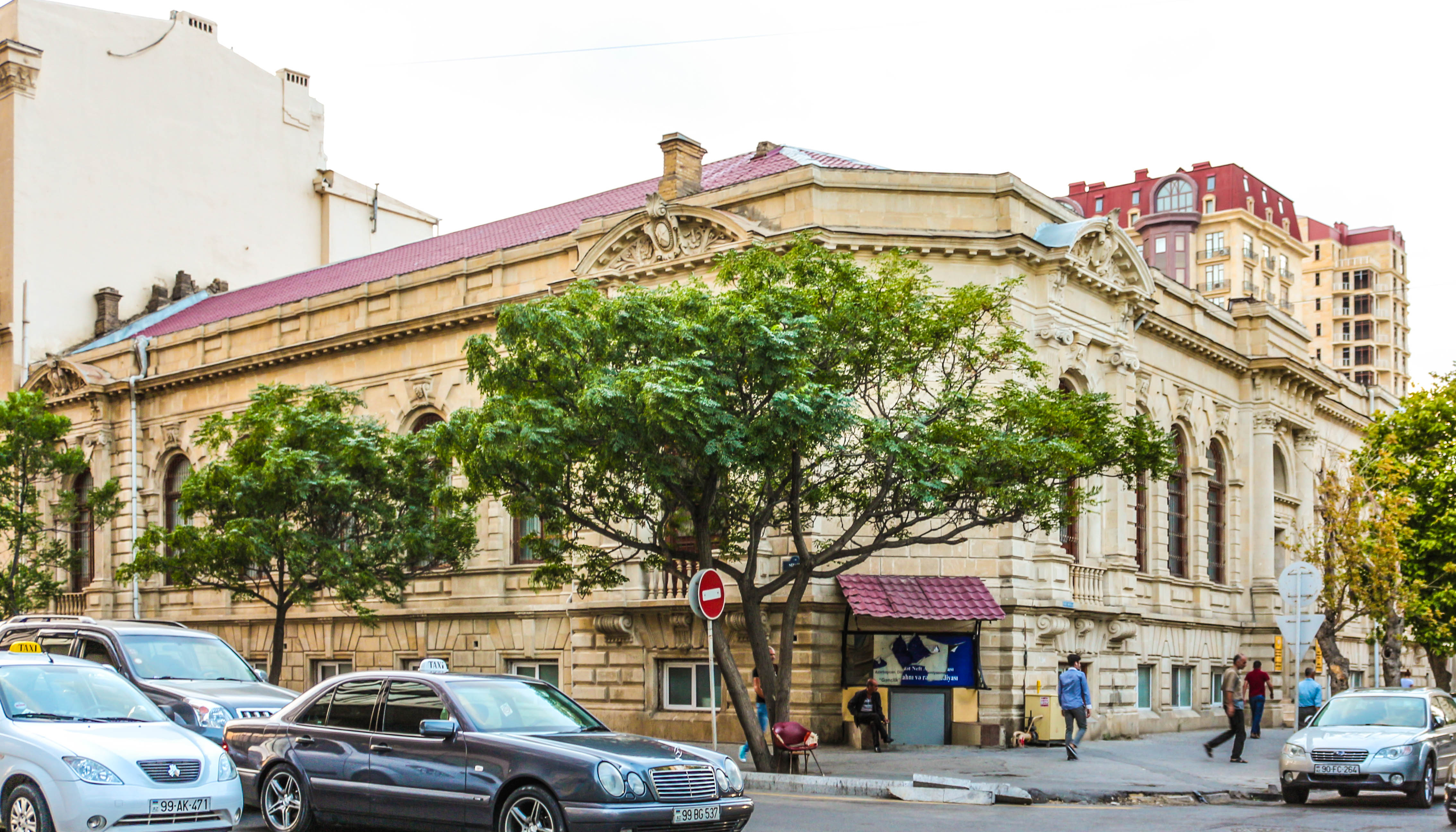
Tòa nhà nguyên là trụ sở ở Baku của Hiệp hội Kỹ thuật Nga
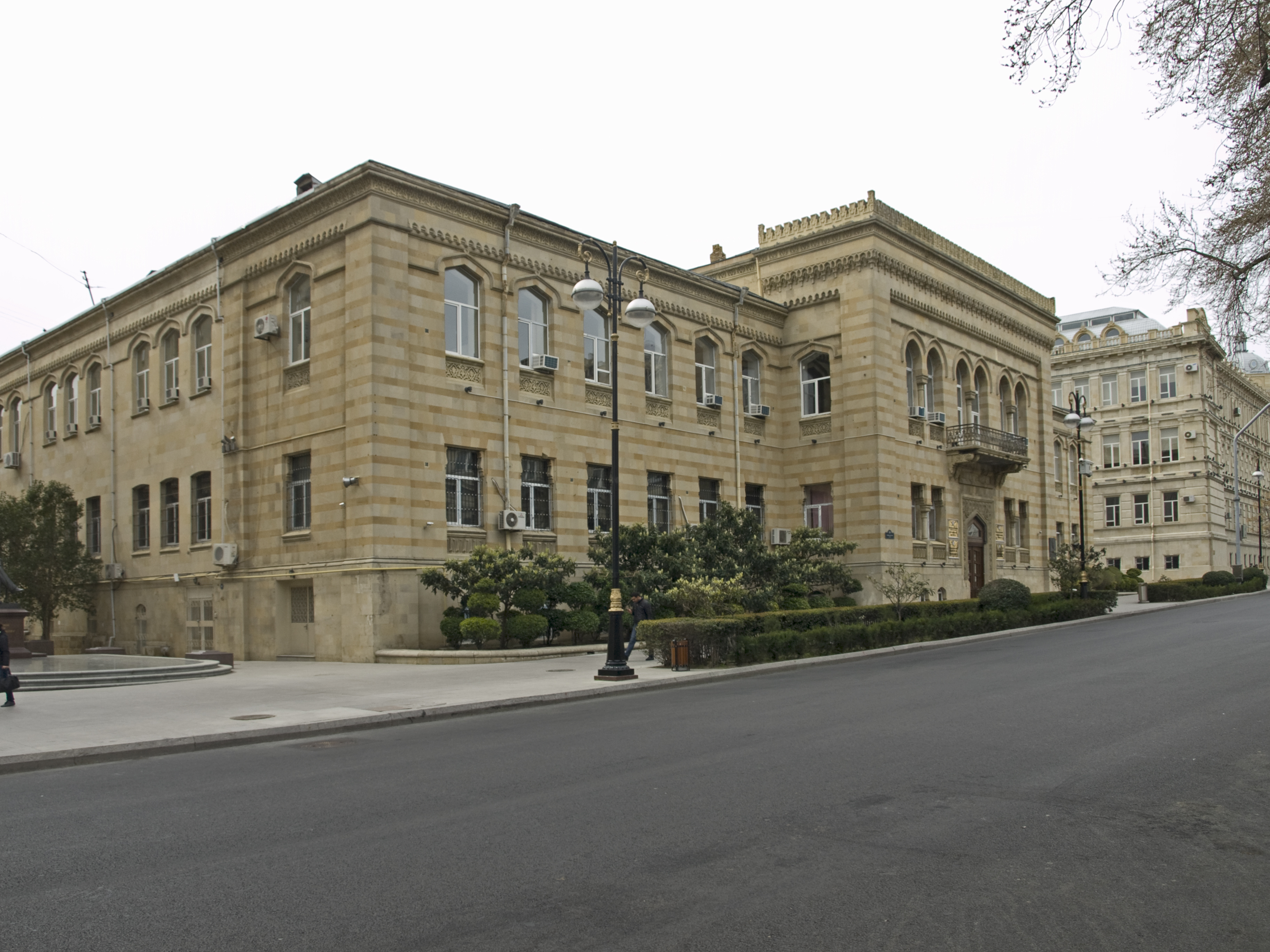
Viện Bản thảo, Baku
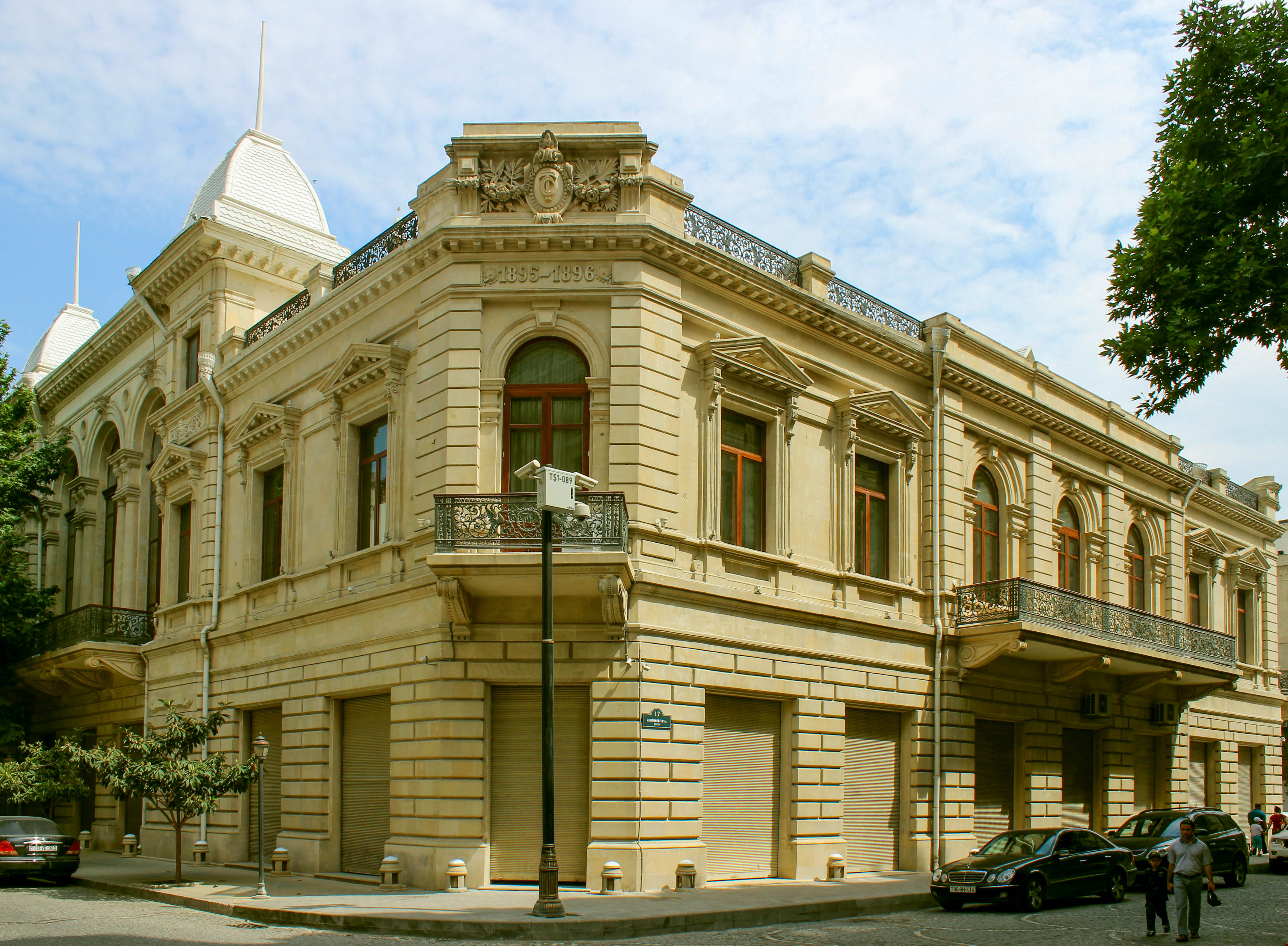
Bảo tàng Lịch sử Nhà nước Azerbaijan
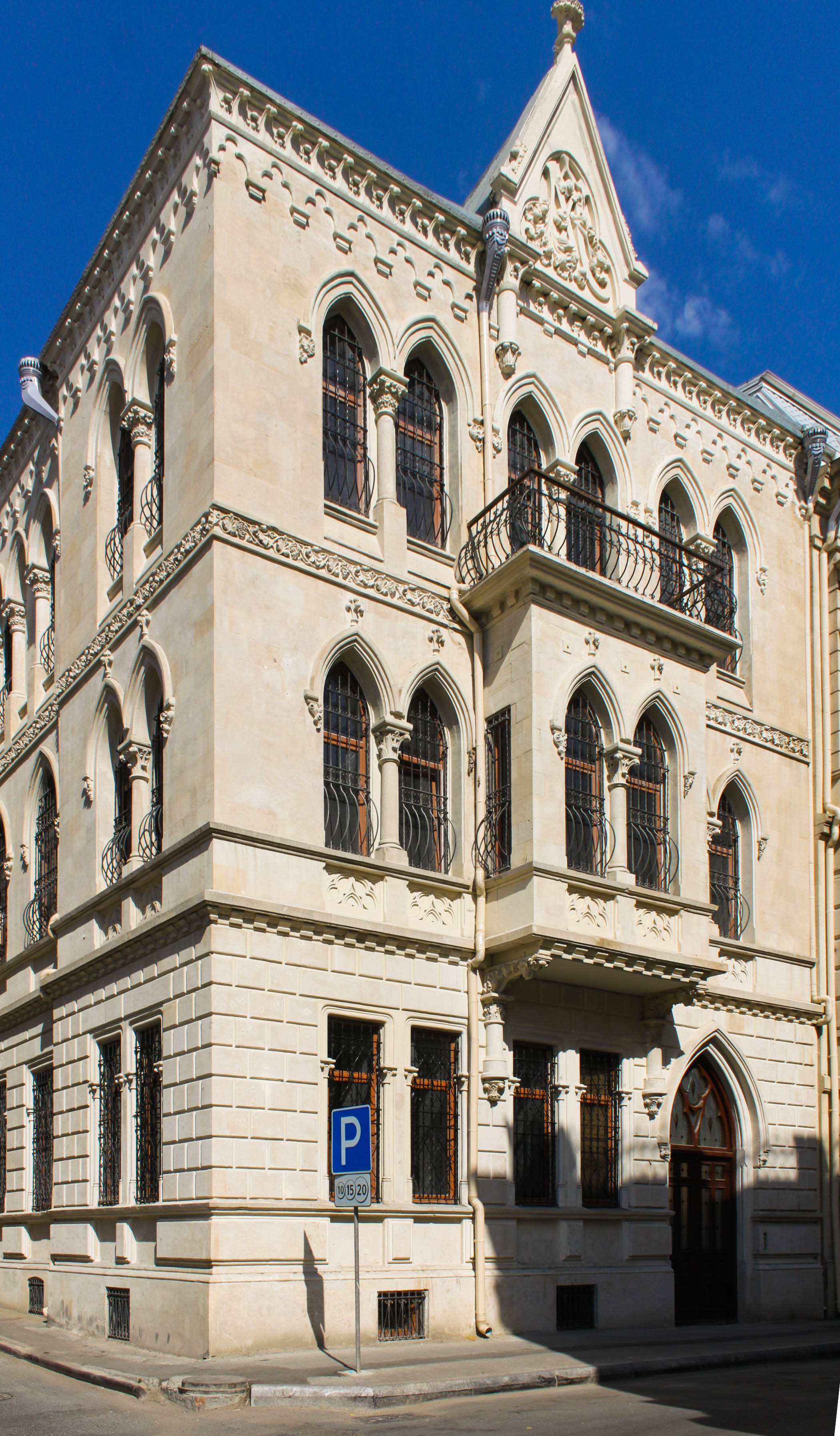
Nhà phố tại số 19 đường Islam Safarli
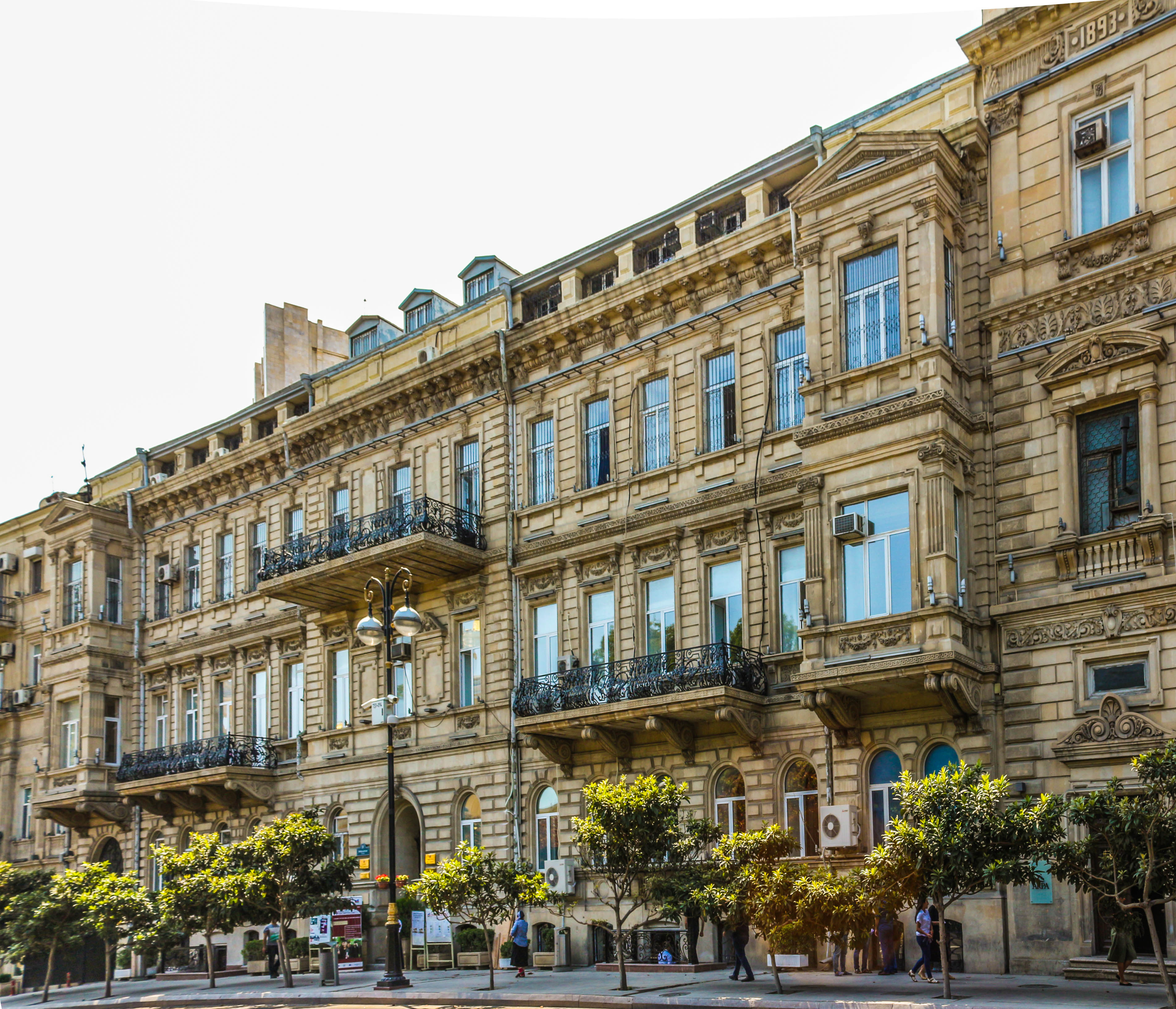
Nhà phố tại số 25 đường Istiglaliyyat
Nhà phố tại số 27 đường IstiglaliyyatNhà phố tại số 27 đường Istiglaliyyat